# Butomus
Butomus L., 1753 è un genere di piante monocotiledoni proprie degli ambienti umidi. È l'unico genere della famiglia Butomaceae Mirb., 1804.

## Etimologia
Il nome del genere viene dalle parole greche bous (bue) e tome (taglio), perché le foglie a margine duro e affilato risultano taglienti per gli animali al pascolo.

## Tassonomia
Il genere Butomus comprende 2 specie:
- Butomus junceus Turcz.
- Butomus umbellatus L.